# Slovenia ai Giochi della XXVIII Olimpiade
La Slovenia partecipò ai Giochi della XXVIII Olimpiade, svoltisi ad Atene, Grecia, dal 13 al 29 agosto 2004, con una delegazione di 79 atleti impegnati in dieci discipline.

## Medaglie

### Medagliere per discipline
| Sport            | Oro | Argento | Bronzo | Totale |
| ---------------- | --- | ------- | ------ | ------ |
| Atletica leggera | 0   | 0       | 1      | 1      |
| Canottaggio      | 0   | 1       | 0      | 1      |
| Judo             | 0   | 0       | 1      | 1      |
| Vela             | 0   | 0       | 1      | 1      |
| Totale           | 0   | 1       | 3      | 4      |

### Medaglie d'argento
| Medaglia | Nome                | Sport       | Evento        |
| -------- | ------------------- | ----------- | ------------- |
| Argento  | Luka Špik Iztok Čop | Canottaggio | Due di coppia |

### Medaglie di bronzo
| Medaglia | Nome           | Sport            | Evento       |
| -------- | -------------- | ---------------- | ------------ |
| Bronzo   | Jolanda Čeplak | Atletica leggera | 800 metri    |
| Bronzo   | Urška Žolnir   | Judo             | 63 kg        |
| Bronzo   | Vasilij Žbogar | Vela             | Classe Laser |

## Delegazione
| Sport            | Uomini | Donne | Totale |
| ---------------- | ------ | ----- | ------ |
| Atletica leggera | 13     | 6     | 19     |
| Canoa/Kayak      | 3      | 1     | 4      |
| Canottaggio      | 9      | 0     | 9      |
| Ciclismo         | 4      | 0     | 4      |
| Judo             | 1      | 4     | 5      |
| Nuoto            | 6      | 5     | 11     |
| Pallamano        | 15     | 0     | 15     |
| Tennis           | 0      | 4     | 4      |
| Tiro             | 1      | 0     | 1      |
| Vela             | 4      | 3     | 7      |
| Totale           | 56     | 23    | 79     |